# Roxanne Wiblin
Roxanne Wiblin (La Jolla, 18 dicembre 1998) è una pallavolista statunitense, schiacciatrice della Libertas Martignacco.

## Carriera

### Club
La carriera di Roxanne Wiblin inizia nel club dell'Encore e, in seguito, gioca parallelamente anche a livello scolastico con la Berkeley HS. Dopo il diploma gioca a livello universitario nella NCAA Division I con la San Diego, facendo parte delle Toreros dal 2017 al 2020 (con quest'ultima stagione disputata nel 2021 a causa della pandemia di COVID-19 negli Stati Uniti d'America). 
Nella stagione 2021-22 inizia la carriera da professionista in Germania, partecipando alla 1. Bundesliga con il Suhl, mentre nella stagione seguente approda nella Serie A2 italiana per indossare la casacca della Libertas Martignacco.

## Palmarès

### Premi individuali
- 2020 - All-America Third Team